# Scrophularia calliantha
Scrophularia calliantha är en flenörtsväxtart som beskrevs av Philip Barker Webb och Berth.. Scrophularia calliantha ingår i släktet flenörter, och familjen flenörtsväxter. Inga underarter finns listade i Catalogue of Life.